# Skövde stadshus
Skövde stadshus är en byggnad belägen på Fredsgatan 4 i Skövde, som är säte för Skövde kommuns politiska ledning och dess administration.
Byggnaden, ritad av arkitekten Lennart Bergström , invigdes 1990.
På invigningssdagen kom hela 10.000 Skövdebor för att titta på det nya Stadshuset.